# NGC 4546
NGC 4546 је елиптична галаксија у сазвежђу Девица која се налази на NGC листи објеката дубоког неба.
Деклинација објекта је - 3° 47' 35" а ректасцензија 12h 35m 29,5s. Привидна величина (магнитуда) објекта NGC 4546 износи 10,3 а фотографска магнитуда 11,3. Налази се на удаљености од 17,300 милиона парсека од Сунца. NGC 4546 је још познат и под ознакама MCG -1-32-27, UGCA 288, PGC 41939.